# Ethelreda de Dunbar
Ethelreda de Dunbar, aussi connue comme Octreda ou Uhtreda, est une reine d'Écosse du XIe siècle. Fille du comte Gospatrick de Northumbrie, elle est l'épouse du roi d'Écosse Duncan II (mort en 1094) avec qui elle a eu un fils, William Fitzduncan. À sa mort, elle est inhumée à l'abbaye de Dunfermline. 